# Sokol Beqiri
Sokol Beqiri, född 1964 i Peja i Kosovo i Jugoslavien, är en albansk konstnär.
Sokol Beqiri är en av Kosovos internationellt mest kända konstnärer. Han examinerades 1989 vid Kosovos akademi för figurativ konst i Pristina. Han fortsatte studera och specialiserade sig i grafisk design 1991 vid universitet i Ljubljana. Därefter har han ställt ut på många konstmuseer runtom och utanför forna Jugoslavien. Hans konst praäglas av de jugoslaviska krigen, och människans mörka och våldsamma sidor.